# Csík Veronika
Csík Veronika, művésznevén Csík Vera (Veszprém, 1935. január 9. –) az 1950-es években Magyarországról emigrált magyar-venezuelai szobrászművész, aki kerámia- és bronzalkotásaival nemzetközi elismertségre tett szert. Rangos szobrait magánszemélyek és intézmények vásárolták meg, és Venezuelából eljutottak olyan országokba, mint Ausztrália, Anglia, Kanada, Portugália, Németország, Svájc, az Egyesült Államok, Spanyolország és Magyarország.

## Életrajz
A második világháború idején a még fiatal Vera elhagyta Magyarországot, és családjával Bajorországban keresett menedéket. Itt ösztöndíjat nyert a Modellkészítő és Szobrászművészeti Iskolába. 1947 és 1950 között Bajorország különböző intézményeiben tartott egyházművészeti foglalkozásokat. Szüleinek azonban más tervei voltak Dél-Amerikában, így Vera 14 évesen, 1950-ben érkezett Caracasba.
Venezuelában eltöltött első tíz éve alatt a hagyományos magyar festészet és hímzés alapjait tanulta meg édesanyjától, Máriától. Vele közösen táncjelmezeket is készített a venezuelai magyar folklór tánccsoport számára. Hozzájárult a Caracasi Magyar Művelődési Házhoz is, ahol a belső faoszlopokat magyar kézművességre jellemző virágmotívumokkal díszítette. Ily módon mindig igyekezett megőrizni kulturális és érzelmi kötődését szülőhazájához, valamint ösztönözni a bevándorlók gyermekeiben az európai nemzethez való tartozás érzését.
Vera 1970-ig dolgozott Caracasban a dekoráció különféle területein. Jobbára asztaldíszítést és ruhákat készített a Venezuelába érkezett, egyre növekvő számú emigráns magyar közösség számára. 1960-ban férjhez ment a szintén magyar Rostonics Vituszhoz, akitől két gyermeke született. Még anyasága ideje alatt is tovább gyarapította és finomította a szobrászatban korábban szerzett ismereteit. A Tűzzománc művészeti Iskola tanfolyamait végezte el, és elsajátította a kerámia, az üveg, a raku, a fémre zománcozás, az öntés és a szitanyomás technikáit. Hivatásos művészként Vera az elsők között foglalkozott kerámiával az országban.
Mindig is foglalkoztatták és érdekelték a természettel kapcsolatos témák, beleértve a lovakat ábrázoló szobrokat, a virágokat, a madarakat és az őshonos dél-amerikai karaktereket. Lovakról készült szobrai valóságos remekművek voltak, és ezekről volt a legismertebb. A magyarországi gyermekkori lovaglásból származó emlékei, amelyek csak növelték a magyar lovak iránti nagy tiszteletét és csodálatát, több mint elég volt számára, hogy e nemes lovak szobrászatban való megörökítésének legkülönfélébb módjait kiaknázza. 1987 és 1988 között három önálló kiállítása volt, amelyek révén hamar ismertté vált a venezuelai művészek körében. Leánya, Rostonics Kincső 1987-ben csatlakozott a műhelyéhez, és 1989-től együtt kezdtek kiállításokat rendezni országszerte, egészen 1997-ig, amikor Vera végleg nyugdíjba vonult.

## Kiállítások

### Egyéni
- 1980 Fedecámaras Galéria - El Bosque, Caracas
- 1984 Maite Művészeti Galéria - El Hatillo - Caracas
- 1987 Márquez Ríos Galéria - El Hatillo - Caracas

### A lányával
- 1991 Art Nouveau Galéria - Maracaibo, Venezuela
- 1991 Sotage Galéria - Puerto La Cruz, Venezuela
- 1992 Fundafaci Galéria - Eurobuilding Hotel, Caracas
- 1995 Coelcciónarte Galéria - Las Mercedes, Caracas
- 1997 Caracas Kortárs Művészeti Múzeuma (MACCSI) (bronzszobrok kiállítása)
- 1997 A Caracas Kortárs Művészeti Múzeum (MACCSI) gyűjteményébe beszerzett darab (állandó kiállítás)

## Fordítás
Ez a szócikk részben vagy egészben  a   Vera Csík című spanyol Wikipédia-szócikk ezen változatának fordításán alapul.  Az eredeti cikk szerkesztőit annak laptörténete sorolja fel. Ez a jelzés csupán a megfogalmazás eredetét és a szerzői jogokat jelzi, nem szolgál a cikkben szereplő információk forrásmegjelöléseként.

## Kapcsolódó szócikk
- Venezuelai magyarok